# Рисова вермішель
Ри́сова верміше́ль — популярна азійська страва, для приготування якої використовується рисове борошно.

## Історія
Походження рисової вермішелі сходить до Китаю за часів династії Цинь, коли люди з північного Китаю вторглися на південь. Через кліматичні умови північні китайці традиційно вважали за краще вирощувати пшеницю і просо, які добре росли в холодному кліматі, в той час як південні китайці вирощували рис, добре зростаючий у більш теплому. Вермішель традиційно робили з пшениці і вживали в їжу по всьому північному Китаю, і адаптуючись, північні кухарі намагалися приготувати свою звичну вермішель, але використовуючи місцевий рис, винайшовши таким чином рисову вермішель. Згодом вермішель з рису і способи її приготування стали поширені в усьому світі, ставши особливо популярними в країнах Південно-Східної Азії.

## Особливості приготування

### Інгредієнти
- Борошно рисове – 500 г
- Яйце куряче - 3 шт.
- Вода – 1 ст. ложка
- Сіль за потреби

### Рецепт приготування
- Поєднати курячі яйця з сіллю за допомогою блендера або міксера.
- Насипати рисове борошно, влити в нього яйця, змішати, за потреби додати води.
- Тісто повинно бути м'яким і піддатливим.
- Тісто розкачати майже до прозорого стану, присипати з обох боків рисовим борошном.
- Розстелити тісто на теплій поверхні й підсушити протягом 30 хвилин.
- Тісто порізати на локшину, скласти в сухий пакет.

## Особливості вживання
1. Відварювати рисову вермішель немає потреби, достатньо залити гарячою водою.
2. Час замочування залежить від страви, де використовується цей продукт. Для приготування супу – до 5-ти хвилин, для приготування з овочами – до 10-ти хвилин.
3. Рисова вермішель чудово поєднується з такими інгредієнтами: овочами (морква, редька, свіжий огірок, солодкий перець), соусами (соєвий, гострий чилі), сирами (пармезан), м’ясопродуктами, креветками, маринованими й жареними грибами, прянощами.

## Це цікаво знати
- Необхідно дотримуватися визначеної пропорції, тому що страва не вийде достатньо тонкою.
- Якщо тісто не розкочується та рветься, означає, що яйця не досить свіжі. Виправити ситуацію можна, додавши 1 столову ложку кукурудзяного крохмалю.
- Щоб страва не почала сохнути чи не злипалася, необхідно додати невелику кількість кунжутної олії.
- Родзинка цієї страви в тому, що її аромат має приємні горіхові та бобові нотки.
- Сіль  для приготування вермішелі майже не використовується.
- Вермішель прийнято готувати як можна більше витягнутою. Мешканці країн Азії вважають: «Чим довше нитка вермішелі, тим довше життя їдця».
- Рецепти страв з рисовою вермішеллю різноманітні й цікаві: салати, гарніри, супи.